# Solaryzacja

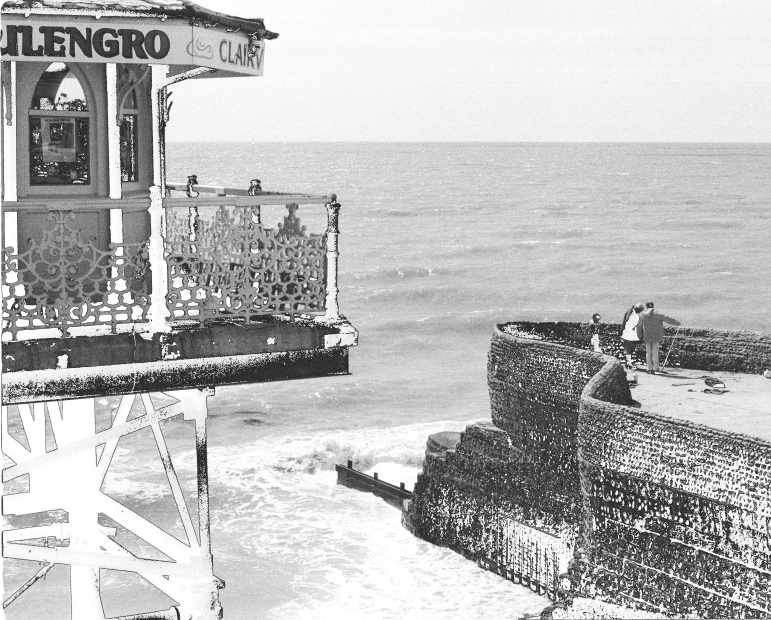
Solaryzacja

Solaryzacją nazywamy zjawisko częściowego lub całkowitego odwrócenia obrazu negatywowego na pozytywowy, występujące w zakresie znacznie zwiększonego naświetlenia niektórych materiałów halogenosrebrowych.
Przyczyną solaryzacji są zarodki o bardzo dużej liczbie atomów srebra, które powstały wskutek bardzo intensywnego naświetlenia. Zarodki te uniemożliwiają wywołanie kryształów.
Istnieją dwie podstawowe teorie próbujące wyjaśnić mechanizm działania solaryzacji.
Pierwsza teoria propagowana przez Eggerta i Noddacka zakłada, że w miarę wzrastania zarodki mają coraz większą skłonność do krystalizacji, a po krystalizacji takiego zarodka znacznie spada powierzchnia styku z siatką krystaliczną soli srebra co powoduje obniżenie aktywności zarodka.
Natomiast druga teoria, zwana teorią Lüppo-Cramera (nazywa się ja też teorią regresji obrazu utajonego lub teorią rebrominacji zarodków), zakłada że zarodki powierzchniowe ulegają ponownie zamianie w sole chlorowcowe srebra pod wpływem wolnego chlorowca wydzielającego się w dużej ilości przy obfitym naświetleniu. Potwierdzeniem tej teorii jest fakt, że dodatek akceptorów chlorowców do emulsji zapobiega solaryzacji.
Solaryzacja jest w większości przypadków zjawiskiem niepożądanym, jednak znalazła też swoje zastosowanie przy wytwarzaniu materiałów światłoczułych dających po wywołaniu obraz pozytywowy.